# Franklin Ward
Der Franklin Ward ist die südlichste Verwaltungseinheit des Auckland Council in Neuseeland.

## Geographie
Der Franklin Ward umfasst eine Fläche von 1199,39 km² und reicht von der Westküste, angefangen von der breiten Landzunge, die im Norden am Manukau Entrance beginnt und westlich von der Tasmansee und östlich vom Manukau Harbour begrenzt wird, tasmanseeseitig bis hinunter einschließlich zum Karioitahi Beach und führt dann in ostnordöstliche Richtung, die Seen Lake Rotoiti und Lake Puketi nicht einschließend bis nach Waiuku, führt südlich um die Stadt herum nach Osten und südlich um die Stadt Pukekohe herum. Von dort aus verläuft die Grenze weiter östlich bis zum Happy Valley, knickt dann nach Norden und trifft westseitig auf das Upper Mangatāwhiri Reservoir, das bereits zur Waikato gezählt wird. Der Keeney Road folgend zweigt die Grenze des Wards in einem Bogen der Plows Road und der Mine Road folgend bis zum Kohukohunui Track und führt dann weiter nach Osten bis an die Ufer des Firth of Thames. Das Gewässer stellt weiter nördlich und nordwestlich bis zur Siedlung Beachland am Waikopua Creek und zum Mangemangeroa Creek eine natürliche Grenze des Ward dar. Von dem Creek aus verläuft die Grenze des Ward dann wieder inländisch nach Süden weiter, die Stadtteile Papatoetoe, Manurewa und Papakura westlich liegend lassend, umschließt letzteren südlich nach Westen hin und lässt sich im Verlauf nach Westen bis zur oben erwähnten Landzunge nördlich wieder durch den Manukau Harbour begrenzen.

## Wirtschaftsdaten
Der flächenmäßig zweitgrößte Ward des Auckland Council ist dünner besiedelt als die anderen Wards des Stadtgebildes und verfügte im Jahr 2023 über einen Einwohnerzahl von 85.300. Die im Ward 11.844 ansässigen Unternehmen beschäftigten im gleichen Jahr 231.877 Personen. Das Bruttosozialprodukt, in Neuseeland Gross Domestic Product (GDP) genannt, betrug 4,051 Mrd. NZD, mit einem Wachstum gegenüber dem Vorjahr von 1,6 %. Neuseeland insgesamt hatte im gleichen Bemessungszeitraum ein Wachstum von 2,9 %. Das herstellende Gewerbe hatte in der Zeit mit 16,3 % den größten Anteil am GDP, gefolgt vom Baugewerbe mit 9,4 %. Die Branche Vermietung, Verleih und Immobiliendienstleistungen konnte sich mit 9,2 % am GDP auf dem dritten Platz behaupten.

## Politische Führung des Franklin Ward
Die politische Führung des Auckland Council erfolgt durch den Mayor (Bürgermeister) und 20 Ward Councillors (Ward Stadträte) und in jedem der dreizehn vorhandenen Wards noch einmal durch eine unterschiedliche Anzahl von Mitglieder, die in Local Boards organisiert sind. Die derzeit 21 Local Boards haben insgesamt 149 Mitglieder. Während sich die Local Boards auf die Entscheidungsfindung und Führung auf kommunaler Ebene konzentrieren, befassen sich der Mayor mit den Councillors zusammen mit dem großen Ganzen der Stadt und mit den strategischen Entscheidungen für das gesamte Stadtgebiet des Auckland Council.
Für den Franklin Ward ist ein Councillor (Stadtrat) zuständig und auf lokaler Ebene 9 Local Board Mitglieder. Der Franklin Ward ist zudem administrativ noch in drei Subdivisions unterteilt, die da wären von West nach Ost gesehen: Waiuku Subdivision, Pukekohe Subdivision und Wairoa Subdivision.